# Вежболовка
Вежболовка — река в России, протекает в Собинском районе Владимирской области, впадает в реку Ворша с левого берега в 17 км от её устья. Длина реки составляет 22 км, площадь водосборного бассейна — 57,1 км².
Исток реки находится южнее деревни Рождествено в 11 км к северо-западу от посёлка Ставрово. Река течёт на юго-восток, протекает деревни Орехово, Вежболово, Юрово, Ваганово, Курилово, Карачарово. За километр до устья на реке расположена плотина, образующая Куриловское водохранилище. Впадает в Воршу у деревни Теплиново.

## Данные водного реестра
По данным государственного водного реестра России относится к Окскому бассейновому округу, водохозяйственный участок реки — Клязьма от города Орехово-Зуево до города Владимир, речной подбассейн реки — бассейны притоков Оки от Мокши до впадения в Волгу. Речной бассейн реки — Ока.
Код объекта в государственном водном реестре — 09010300712110000032075.